# Djungelboken: Mowglis äventyr
Djungelboken: Mowglis äventyr (engelska: The Jungle Book: Mowgli's Story) är en amerikansk äventyrsfilm från 1998 i regi av Nick Marck, samt producerad av Mark H. Orvitz, och skriven av José Rivera och Jim Herzfeld. Filmen är baserad på brittiske författaren Rudyard Kiplings bok Djungelboken från 1894, och släpptes för första gången av Walt Disney Pictures den 29 september 1998. Huvudrollen som djungelpojken Mowgli spelas av Brandon Baker.

## Rollista (i urval)
| Karaktär   | Skådespelare/röst  | Svensk röst         |
| ---------- | ------------------ | ------------------- |
| Mowgli     | Brandon Baker      | Joakim Beutler      |
| Baloo      | Brian Doyle-Murray | Jan Åström          |
| Bagheera   | Eartha Kitt        | Eva Bysing          |
| Akela      | Clancy Brown       | Jakob Eklund        |
| Raksha     | Peri Gilpin        | Marie Richardson    |
| Berättare  | Fred Savage        | Niklas Lind         |
| Hathi      | Marty Ingels       | Peter Harryson      |
| Shere Khan | Sherman Howard     | Johan Wahlström     |
| Tabaqui    | Stephen Tobolowsky | Hasse Jonsson       |
| Chil       | Kathy Najimy       | Inga-Lill Andersson |
| Chimp 1    | Richard Kind       | Andreas Nilsson     |